# 彭恕生
彭恕生（1921年—2009年），男，四川德阳人，中国营养与食品卫生学家，曾任华西医科大学教授、博士生导师。